# Velike Sesvete
Velike Sesvete – wieś w Chorwacji, w żupanii kopriwnicko-kriżewczyńskiej, w mieście Križevci. W 2011 roku liczyła 87 mieszkańców.